# Гетти, Джон Пол III
Джон Пол Гетти III (англ. John Paul Getty III; 4 ноября 1956, Миннеаполис, Миннесота, США — 5 февраля 2011[…], Wormsley Park, Великобритания) — внук американского нефтяного магната и промышленника Пола Гетти, являвшегося в 1950-е—1970-е годы самым богатым человеком в мире.
В 1973 году шестнадцатилетний Джон Пол Гетти III был похищен в Риме. В течение пяти месяцев его дед отказывался платить похитителям выкуп в размере семнадцати миллионов долларов. Чтобы принудить его уступить, похитители прислали Гетти отрезанное ухо юноши вместе с прядью волос. Когда похитители снизили требования до трёх миллионов долларов, миллиардер выделил средства на выкуп, и Джон Пол Гетти III был освобождён.
История о похищении Пола Гетти III легла в основу фильма Ридли Скотта «Все деньги мира» (2017) и телесериала Дэнни Бойла «Траст» (2018).

## Биография
Гетти родился в Миннеаполисе, однако большую часть детства провёл в Риме, где его отец возглавлял итальянский филиал нефтяной компании Getty Oil, принадлежавшей семье Гетти. Его родители, Джон Пол Гетти-младший и Абигейл Харрис, развелись в 1964 году, когда мальчику было восемь лет. В 1966 году отец повторно женился — на модели и актрисе Талите Пол. Увлёкшись движением хиппи, они в 1960-х годах проводили много времени в Великобритании и Марокко, а маленький Пол жил со своей матерью Гейл в Риме и учился в Британской международной школе Святого Георгия. В начале 1972 года его исключили из школы, после того как в адрес её директора на стене коридора появилась двухметровая оскорбительная надпись, сделанная Полом. Летом 1971 года в Риме от передозировки наркотиков умерла его мачеха, и отец вернулся в Соединённое Королевство. Пол же, оставаясь в Италии, вёл богемный образ жизни: посещал ночные клубы, принимал участие в демонстрациях левого толка, а также увлекался творчеством, зарабатывая на жизнь изготовлением ювелирных изделий, продажей картин и подработкой в массовке.

## Похищение
В 3 часа ночи 10 июля 1973 года Пола, которому тогда было шестнадцать лет, похитили с площади Фарнезе в Риме. Юноше надели мешок на голову и отвезли в подземное укрытие в горах Калабрии на юге Италии. Похитители потребовали выкуп в семнадцать миллионов долларов в обмен на безопасное возвращение юноши. Однако члены семьи подозревали, что похищение было инсценировано молодым Гетти, чтобы вымогать деньги у своего деда-миллиардера. Пол Гетти отказался платить выкуп, заявив, что у него четырнадцать внуков, и если он заплатит хоть цент, то у него будет четырнадцать похищенных внуков.
10 ноября 1973 года в ежедневную итальянскую газету Il Messaggero поступила бандероль с прядью рыжих волос, отрезанным человеческим ухом и запиской с угрозой о нанесении Полу дальнейших увечий, если не будет выплачено 3,2 млн долларов США. В письме говорилось: «Это первое ухо Пола. Если в течение десяти дней семья по-прежнему будет считать, что это организованный им розыгрыш, то вы получите второе ухо. Другими словами, он вернётся к вам по кусочкам». Поняв, что похищение не является мистификацией, Гетти-старший раскошелился на выкуп в размере 3 млн долларов. Но выделил он 2,2 миллиона долларов, ещё 800 тысяч он одолжил своему сыну под 4 процента годовых.
15 декабря 1973 года вскоре после уплаты выкупа Пол был найден живым на заправке в коммуне Лаурия (провинция Потенца). Мать юноши Гейл вспомнила, что в этот день Гетти-старшему исполнился восемьдесят один год, и предложила Полу позвонить деду, чтобы поблагодарить за спасение и пожелать счастья и крепкого здоровья. Однако Гетти отказался подойти к телефону.
Девять похитителей были задержаны, в том числе плотник, санитар больницы, бывший заключённый и торговец оливковым маслом из Калабрии, а также высокопоставленные члены «Ндрангеты» (мафиозной организации в Калабрии) Джироламо Пиромалли и Саверио Маммолити. Двое преступников были осуждены и получили тюремные сроки; остальных, в том числе боссов «Ндрангеты», оправдали за отсутствием доказательств. Большую часть выкупа, выплаченного семьёй Гетти, не удалось обнаружить. В 1977 году Полу Гетти провели пластическую операцию по восстановлению уха, отрезанного похитителями.

## Личная жизнь
В 1974 году Гетти женился на гражданке Германии Гизелле Мартин Захер (урождённой Шмидт), которая была на пятом месяце беременности. Он был близко знаком с ней и её сестрой-близнецом Юттой ещё до похищения. Гетти было восемнадцать лет, когда 22 января 1975 года родился его сын Бальтазар. Пара развелась в 1993 году.
После освобождения из плена Гетти, пытаясь совладать с пережитым, пристрастился к наркотикам и алкоголю. В 1981 году он выпил большую дозу спиртного, смешанного с валиумом и метадоном. Передозировка привела к отказу печени и инсульту. Пол был полностью парализован, частично ослеп и утратил способность разговаривать. Все заботы о нём взяла на себя его мать Гейл. Пол оставался инвалидом до конца жизни и судился с отцом, пытаясь добиться от него погашения медицинских расходов в размере 28 000 долларов США в месяц.
К 1987 году ему удалось восстановить лишь частичную подвижность: он смог снова посещать концерты и кинотеатры, кататься на лыжах, будучи привязанным к металлической раме.
В 1999 году Пол и шесть других членов его семьи стали гражданами Ирландии, откуда были родом их предки. Гражданство было предоставлено в обмен на покупку недвижимости и инвестиции в размере одного миллиона фунтов стерлингов (с каждого инвестора) в создание новых рабочих мест.
Умер 5 февраля 2011 года в возрасте 54 лет в замке Уормсли, Бакингемшир (Англия).